# 幹葉圖
幹葉圖 （英語：Stem-and-leaf Plot），中國大陸通常稱莖葉圖，是一種顯示所有數據的統計圖表。這種統計圖表由英國統計學家亞瑟·利昂·鮑利於20世紀早期時設計，是一種探索性數據分析的工具。在1977年，約翰·圖基關於探索性數據分析書出版後，幹葉圖在20世紀80年代變得更加普遍。

## 概述

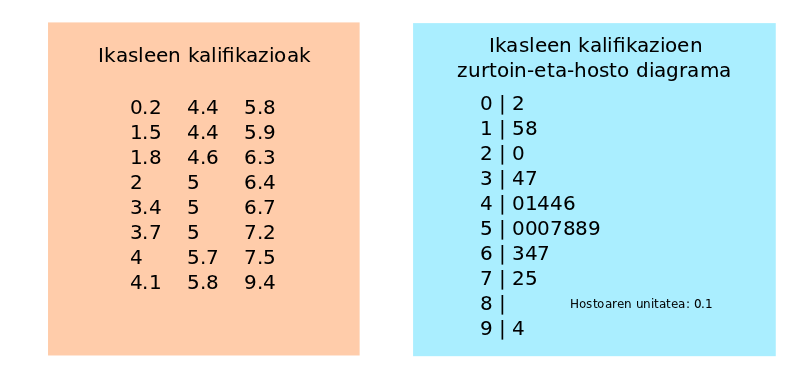
一個幹葉圖例子

在幹葉圖中，每一個數據分為「幹」（莖）和「葉」兩個部份。然後，決定幹將代表什麼，葉將代表什麼。在普遍情況，葉包含數字的最後一個數字，幹包含所有其他數字。在數量龐大時，數值可以四捨五入到用於葉的特定位置值（例如數百個位置）。捨五入位置值左邊的剩餘數字用作。以右圖中的5.7為例子，其個位數字「5」為幹，十分位數字「7」為葉。
右圖所示，某班24位學生的成績為：
0.2，4.4，5.8，1.5，4.4，5.9，1.8，4.6，6.3，2，5，6.4，3.4，5，6.7，3.7，5，7.2，4，5.7，7.5，4.1，5.8，9.4
之後，把葉的數值按小至大順序填入每列之中。